# Origin Pacific Airways
Origin Pacific Airways byłe linie lotnicze w Nowej Zelandii. Bazą operacyjną był port lotniczy Nelson. Zakończyły swoją działalność we wrześniu 2006 roku.